# Kareem Maddox
Kareem Maddox, född 9 december 1989 i Sacramento, Kalifornien, är en amerikansk basketspelare som fokuserar på 3x3-spel.

## Karriär
Maddox har ingått i det amerikanska laget som vunnit VM-guld 2019 och VM-silver 2023. Har har även guld från de Panamerikanska spelen 2019 och 2023.